# Scleroderma polyrhizum
Espèce
Scleroderma polyrhizum est une espèce de champignons basidiomycètes de la famille des Sclerodermataceae.

## Systématique
Le nom correct complet (avec auteur) de ce taxon est Scleroderma polyrhizum (J.F.Gmel.) Pers., 1801.
L'espèce a été initialement classée dans le genre Lycoperdon sous le basionyme Lycoperdon polyrhizum J.F.Gmel., 1792.
Scleroderma polyrhizum a pour synonymes :
- Lycoperdon polyrhizon Batsch, 1783
- Lycoperdon polyrhizon J.F.Gmel., 1792
- Lycoperdon polyrhizum Batsch, 1783
- Lycoperdon polyrhizum J.F.Gmel., 1792
- Sclerangium polyrhiza (J.F.Gmel.) Lév. (1848), 1848
- Sclerangium polyrhizon (J.F.Gmel.) Lév. (1848), 1848
- Sclerangium polyrhizum (J.F.Gmel.) Lév., 1848
- Sclerangium polyrrhizon (J.F.Gmel.) Lév. (1848), 1848
- Scleroderma polyrhizon (J.F.Gmel.) Pers. (1801), 1801
- Stella americana Massee, 1889

## Publication originale
- (la) C. H. Persoon, Synopsis methodica fungorum, Göttingen, 1801, 706 p. (DOI 10.5962/BHL.TITLE.166151, lire en ligne).